# 帕塞 (梅克伦堡-前波美拉尼亚州)
帕塞是德国梅克伦堡-前波美拉尼亚州的一个市镇。总面积16.14平方公里，总人口177人，其中男性95人，女性82人（2011年12月31日），人口密度11人/平方公里。